# Саимаа
Саимаа или Саймаа (на фински: Saimaa, на шведски: Saimen) е най-голямото езеро във Финландия (провинции Източна и Южна Финландия) и 4-то по-големина в Европа с общата езерна система. Площ 1377 km² (площ на цялата езерна система 4380 km²), обем 36 km³ (цялата езерна система 838 km³), средна дълбочина 17 m, максимална 84 m.

## Географско характеристика
Езерото Саимаа е разположено в югоизточната част на Финландия, в провинции Източна и Южна Финландия. Заема обширно понижение с ледниково-тектонски произход, с дължина 200 km от североизток на югозапад и максимална ширина от северозапад на югоизток 100 km. Цялата езерна система Саимаа се състои от 9 обособени, но свързани помежду си чрез протоци и канали езерни басейни, разположени на височина от 76 до 82 m. Деветтте езерни басейна са следните: Същинското езеро Саимаа 1377 km², Пихлаявеси 712,6 km², Оривеси 601,3 km², Хаукивеси 562,3 km², Пурувеси 420,9 km², Пюхяселкя 361,1 km², Еновеси 196,7 km², Пюювеси 29,8 km² и Уконвеси 24,2 km². Цялата езерна система има силно разчленена, често скалиста и залесена брегова линия с дължина 14 850 km с множество заливи, полуострови, протоци, канали и острови. Има 13 710 острова с обща площ 1850 km². Подхранва се от множество малки реки. От югоизточния ъгъл на същинското езеро Саимаа, при град Иматра изтича река Вуокса, вливаща се в Ладожкото езеро.
Водосборният басейн на Саимаа е с площ 61 054 km², като част от него е разположен на територията на Русия. Намира се на 76 m н.в., като колебанията на водното му ниво през годината са незначителни и плавни, с малко по-високо ниво през лятото и ниско ниво през ранната пролет. По този начин годишният му отток е почти постоянен и с малки отклонения. Замръзва през декември, а се размразява през май.

## Стопанско значение, селища
Цялата езерна система е важна туристическа дестинация през зимата, когато е замръзнала и през лятото за отдих и лагеруване. По бреговете ѝ са изградени множество почивни, спортни и туристически бази. Има туристическо корабоплаване. В периода 1845 – 1856 г. от южния бряг на езерото, при град Лапенранта до брега на Балтийско море, при град Виборг е изграден дългия 43 km и с няколко шлюза Сайменски плавателен канал. По бреговете на цялата езерна система са разположени множество населени места, като най-големите са Микели, Лапенранта и Савонлина.